# Chen Hansheng
Chen Hansheng  (5 février 1897 - 13 mars 2004), également connu sous le nom de Chen Han-seng et Geoffrey Chen, est un sociologue chinois, considéré comme un pionnier des sciences sociales chinoises modernes. Critiqué pendant la Révolution culturelle, il est réhabilité en 1977 après la mort de Mao Zedong.

## Biographie
Né en 1897 dans une famille d'intellectuels traditionnels à Wuxi, dans la province du Jiangsu (est), Chen a été envoyé étudier à l'étranger par sa mère à l'âge de 18 ans dans l'espoir de développer son intelligence précoce. Chen Hansheng suit des études d’économiste aux États-Unis et en Grande-Bretagne. De retour en Chine il obtient le poste de directeur du département de sociologie à l’institut national de la recherche en sciences sociales de l’Academia Sinica pendant la décennie de Nankin. Il dirige alors une série d’enquêtes locales utilisées dans ses ouvrages sur l’économie et la société de la Chine rurale. Ces ouvrages sont devenus des classiques de la sociologie chinoise.
Depuis que Li Dazhao, l'un des fondateurs du Parti communiste chinois, a invité Chen à rejoindre l'Internationale communiste en 1924, la vie de Chen Hansheng sera en péril pendant les vingt cinq années qui suivent. Il a travaillé avec des agents aussi célèbres que Richard Sorge, un agent de renseignement germano-russe, et Hotsumi Ozaki, un japonais qui refusa de devenir un « criminel de guerre » (il sera exécuté par la justice japonaise le 7 novembre 1944). Au début des années 1930, Chen a d'abord aidés à recueillir des renseignements à Shanghai pour le Parti communiste chinois, puis des renseignements au Japon pour l'Union soviétique. Avant que le célèbre groupe d'espionnage ne soit dissout et que Richard Sorge et Hotsumi Ozaki aient été arrêtés et exécutés par le Japon en 1944, Chen est retourné à Shanghai. Avec l'aide d'Agnes Smedley et de Rewi Alley, Chen Hansheng a échappé avec succès aux recherches du Kuomintang et s'est réfugié vers l'Union soviétique, selon le chercheur Jiang Feng.
Lors de séjours en Union soviétique, il constata que ses collègues russes se contentaient de citer les doctrines des grands penseurs, mais qu'ils entreprenaient rarement des enquêtes sociales concrètes.
Après la victoire communiste en 1949, il est professeur d’histoire à Beida, député à l’Assemblée nationale populaire élu en 1954, il est réélu à deux reprises en 1958 et en 1964. Par ailleurs il occupe le poste de vice-président de l’Institut des affaires étrangères, ainsi il peut se déplacer à l'étranger pour diverses missions. En juin 1967, après plusieurs années de semi-retraite, il est accusé d’avoir validé la « ligne » économique de Liu Shaoqi. Il est réhabilité en 1977 après la mort de Mao Zedong. En 1979, il est président de la société de recherche sur les cultures d’Asie centrale.